# Georgina Leonidas
Georgina Leonidas (Londres, Inglaterra; 28 de febrero de 1990) es una actriz británica, conocida principalmente por su interpretación de la señorita Molly en El Show de Basil Brush.

## Primeros años
Leonidas nació en Londres, Inglaterra, hija de padre griegochipriota y madre británica. También tiene ascendencia galesa por vía materna. Tiene tres hermanos: Stephanie y Dimitri, ambos actores, y Helena, profesora.

## Carrera
Aparece en cada episodio de El Show de Basil Brush de las temporadas primera a la cuarta y en diferentes momentos de las temporadas cinco y seis. 
En 1999 participó en la obra de teatro musical Los Miserables, en el papel de Cosette. Asimismo, fue estrella invitada en la serie de televisión inglesa Holby City a principios de 2007, interpretando el papel de Ali Jarvis, en el episodio "Stargazer". 
El 19 de diciembre de 2007 fue oficialmente escogida para integrar el elenco de la película Harry Potter y el misterio del príncipe en el papel de Katie Bell, una cazadora en el equipo de Quidditch de Gryffindor que toca un collar maldito destinado a Dumbledore. 
También es la protagonista de un cortometraje titulado Baghdad Express, estrenado en Londres a finales de 2008, además de haber participado en otro corto titulado Driftwood. En enero de 2009 actuó en la serie de la BBC Myths, en el episodio "The Fall of Icarus" y seguidamente el 30 de julio del mismo año participó como invitada especial en la serie británica New Tricks, en el episodio "Fresh Starts".